# Pasto marino

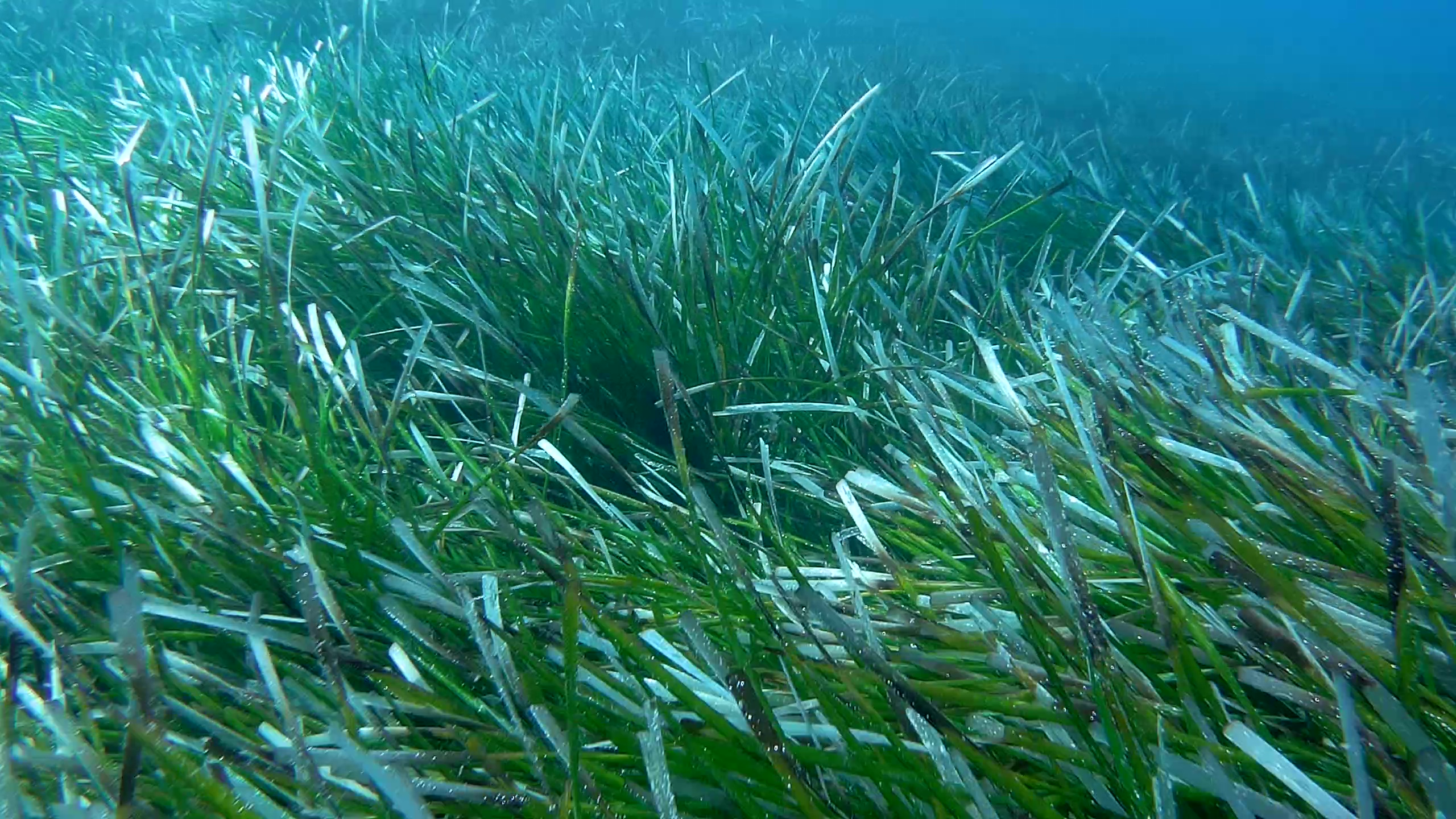
Pradera marina de la familia Posidoniaceae.

Las praderas de pastos marinos son un tipo de ecosistemas marinos que están conformadas por plantas angiospermas, los cuales componen densos pastizales submarinos adheridos a los sedimentos (y sustratos tales como lodo, arena, arcilla y rocas) en áreas poco profundas a lo largo de las costas.
Este tipo de praderas están consideradas como las únicas plantas marinas que se encuentran completamente sumergidas bajo el mar, ocupando tan solo el 0,2 % del fondo marino. Cuando la marea baja, estas plantas se llegan a observar cerca de la costa como una gran alfombra verde.
Los pastos marinos cumplen funciones sumamente relevantes como ser el hábitat temporal y permanente de muchas especies marinas, absorber CO2 atmosférico disuelto en el agua (carbono azul), servir de alimento a una serie de organismos, regular el exceso de iluminación durante el día, reducir el movimiento del agua, etc.

## Taxonomía
En taxonomía de plantas, Judd et al. (2007:250) y la flora mundial hasta géneros editada por Kubitzki (1998), llaman pastos marinos (sea grasses) a los representantes de 4 familias cercanamente relacionadas de monocotiledóneas que forman un complejo parafilético en el orden Alismatales: Zosteraceae, Cymodoceaceae, Ruppiaceae y Posidoniaceae. Las 4 familias constan de hierbas arraigadas, rizomatosas, con hojas delgadas y flores sumergidas polinizadas por agua. Son todas típicamente marinas salvo Ruppiaceae, típicamente de agua dulce a salobre y ocasionalmente de agua salada. Son morfológicamente distintas de otras hierbas acuáticas similares de otras familias, particularmente de Hydrocharitaceae (+Najadaceae) que también posee representantes de agua salada (Halophila, Enhalus y Thalassia) que pueden ser llamados pastos marinos. No están especialmente relacionadas con los pastos terrestres (familia Poaceae: orden Poales), pero son también monocotiledóneas.
La familia anidada en este clado es Potamogetonaceae (+Zannichelliaceae), plantas arraigadas y rizomatosas de agua dulce a salobre.

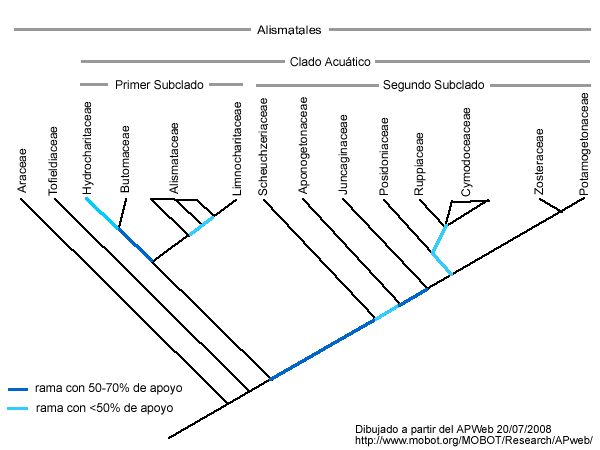
Cladograma de Alismatales.

Simpson (2005:160) llama marine sea-grasses a Cymodoceaceae, algunas Hydrocharitaceae (cita de ejemplos a Halophila y Thallasia), Posidoniaceae y Zosteraceae, y a Ruppiaceae las llama "plantas acuáticas de agua dulce a salobre" (fresh to brackish water plants). Judd et al. (2007:250) lista a Ruppiaceae entre las "familias de pastos marinos" y en la p.256 llama a Ruppiaceae "...de agua alcalina, salobre u ocasionalmente salada".

### Familias y géneros
| Kubitzki (ed. 1998)          | Watson & Dallwitz (delta-intkey) | data.kew                                                    | APWeb (mobot.org) |
| Zosteraceae                  | Zosteraceae                      | Zosteraceae                                                 | Zosteraceae |
| ---------------------------- | -------------------------------- | ----------------------------------------------------------- | --- |
| 1. Zostera L.                | Zostera                          | Zostera L.                                                  | Zostera L. (including Heterozostera den Hartog, Macrozostera Tomlinson & Posluzny, Nanozostera Tomlinson & Posluzny, Zosterella J. K. Small) |
| 2. Heterozostera den Hartog  | Heterozostera                    | Heterozostera (Setch.) Hartog                               | (in Zostera) |
| 3. Phyllospadix Hook.        | Phyllospadix                     | Phyllospadix Hook.                                          | Phyllospadix J. D. Hooker |
| Cymodoceaceae                |                                  |                                                             | |
| 1. Syringodium Kütz          | Syringodium                      | Syringodium Kutz.                                           | (in Cymodocea) |
| 2. Halodule Endl.            | Halodule                         | Halodule Endl.                                              | Halodule Endlicher |
| 3. Cymodocea König           | Cymodocea                        | Cymodocea K.Koenig (including Phycoschoenus (Asch.) Nakai ) | Cymodocea König (including Amphibolis Agardh ?, Syringodium Kütz. ?, Thalassodendron den Hartog ?)                                           |
| 4. Amphibolis Agardh         | Amphibolis                       | Amphibolis C.Agardh (including Pectinella J.M.Black)        | (in Cymodocea) |
| 5. Thalassodendron de Hartog | (name not found)                 | Thalassodendron Hartog                                      | (in Cymodocea) |
| Ruppiaceae                   |                                  |                                                             | |
| Ruppia L.                    | Ruppia                           | (in Ruppia L. in Potamogetonaceae)                          | Ruppia L. |
| Posidoniaceae                |                                  |                                                             | |
| Posidonia König              | Posidonia                        | Posidonia K.Koenig                                          | Posidonia König |

| Kubitzki (ed. 1998)                                             | Watson & Dallwitz (delta-intkey)                                   | data.kew                                                                                   | APWeb (mobot.org)                                                    |
| Potamogetonaceae                                                | Potamogetonaceae                                                   | Potamogetonaceae                                                                           | Potamogetonaceae                                                     |
| --------------------------------------------------------------- | ------------------------------------------------------------------ | ------------------------------------------------------------------------------------------ | -------------------------------------------------------------------- |
| 1. Potamogeton L.                                               | Potamogeton                                                        | Potamogeton L.                                                                             | Potamogeton L. (including Coleogeton Les & Haynes, Stuckenia Börner) |
| 2. Groenlandia J. Gray                                          | Groenlandia                                                        | Groenlandia J.Gay                                                                          | Groenlandia J. Gay                                                   |
| (in Ruppia in Ruppiaceae)                                       | (in Ruppia in Ruppiaceae)                                          | Ruppia L.                                                                                  | (in Ruppia in Ruppiaceae)                                            |
| (in Althenia: Zannichelliaceae and Lepilaena: Zannichelliaceae) | (in Althenia: Zannichelliaceae and Lepilaena: Zannichelliaceae)    | (in Althenia F.Petit: Zannichelliaceae and Lepilaena J.L.Drumm. ex Harv.:Zannichelliaceae) | Althenia Petit (including Lepilaena Harvey)                          |
| (in Pseudalthenia including Vleisia: Zannichelliaceae)          | (in Pseudalthenia: Zannichelliaceae and Vleisia: Zannichelliaceae) | (Pseudalthenia not found, Vleisia Toml. & Posl.: Zannichelliaceae)                         | Pseudalthenia Nakai (including Vleisia Tomlinson & Posluszny)        |
| (in Zannichellia L.: Zannichelliaceae)                          | (in Zannichellia: Zannichelliaceae)                                | (in Zannichellia L.: Zannichelliaceae)                                                     | Zannichellia L.                                                      |
| Zannichelliaceae                                                |                                                                    |                                                                                            |                                                                      |
| 1. Zannichellia L.                                              | Zannichellia                                                       | Zannichellia L.                                                                            | (in Zannichellia L.: Potamogetonaceae)                               |
| 2. Pseudalthenia Nakai (including Vleisia)                      | Pseudalthenia (excluding Vleisia)                                  | (name not found)                                                                           | (in Pseudalthenia: Potamogetonaceae)                                 |
| 3. Althenia Petit (excluding Lepilaena Drumm. ex. Harv.)        | Althenia (excluding Lepilaena)                                     | Althenia F.Petit (excluding Lepilaena J.L.Drumm. ex Harv.)                                 | Althenia Petit (including Lepilaena Harvey)                          |
| 4. Lepilaena Drumm. ex. Harv.                                   | Lepilaena                                                          | Lepilaena J.L.Drumm. ex Harv.                                                              | (in Althenia Petit)                                                  |
| (in Pseudalthenia)                                              | Vleisia                                                            | Vleisia Toml. & Posl.                                                                      | (in Pseudalthenia: Potamogetonaceae)                                 |